# Rolf Zelmanowicz
Rolf Udo Zelmanowicz (Düren, 4 de maio de 1931 — Porto Alegre, 27 de setembro de 2023) foi um médico, professor, agente cultural e empresário alemão naturalizado brasileiro.

## Biografia
Nasceu em Düren em 4 de maio de 1931, em uma família judia convertida ao catolicismo, que emigrou para o Brasil em 1939 para escapar da perseguição nazista. Fixaram-se em Rio Grande, no Rio Grande do Sul, mas ao completar 16 anos Zelmanowicz transferiu-se para a capital Porto Alegre a fim de estudar, terminando o ensino médio no Colégio Júlio de Castilhos. Em 1950 ingressou na Faculdade de Medicina da Universidade Federal do Rio Grande do Sul, formando-se em 1955. Especializou-se em Gastroenterologia.
Destacou-se profissionalmente, foi tesoureiro do Sindicato Médico do Rio Grande do Sul, um ativo membro da Associação Médica do Rio Grande do Sul e colaborou na organização de seus congressos científicos. Foi professor assistente da Faculdade de Medicina da UFRGS. Em parceria com a Unidade Experimental de Fígado da Universidade de São Paulo, identificou a incidência endêmica da hepatite B na Amazônia, o que deu origem a um programa de vacinação que alcançou mais de 12 milhões de pessoas. Em 2000 colaborou na criação de um website de informações médicas para leigos, ABC da Saúde, que veio a dirigir, e que em 2011 recebia 3 milhões de acessos por mês.
Foi o idealizador e um dos principais fundadores da entidade previdenciária privada APLUB, criada em 1964, em cuja direção permaneceu por cerca de 20 anos. Ali teve participação principal na criação da Fundação APLUB de Crédito Educativo, uma das maiores do Brasil em seu gênero, tendo ajudado a formar mais de 80 mil profissionais de curso superior.
Também foi empresário do setor imobiliário. Faleceu em Porto Alegre em 27 de setembro de 2023, deixando a viúva Elisabete e os filhos Max, Alice, Mariane e André. No obituário que escreveu para o jornal O Sul, Tito Guarniere disse: "Aos 92 anos o doutor Rolf Udo Zelmanowicz fechou os olhos para sempre, depois de uma vida intensa – deixou marcas indeléveis, legados admiráveis de espírito e humanidade".

## Atividade cultural
Casou em 1958 com Elisabete Lüderitz de Medeiros, na época estudante de artes, que estimulou seu apreço por este campo, com o qual veio a se envolver profundamente, tornando-se um importante colecionador e apoiador de projetos culturais.

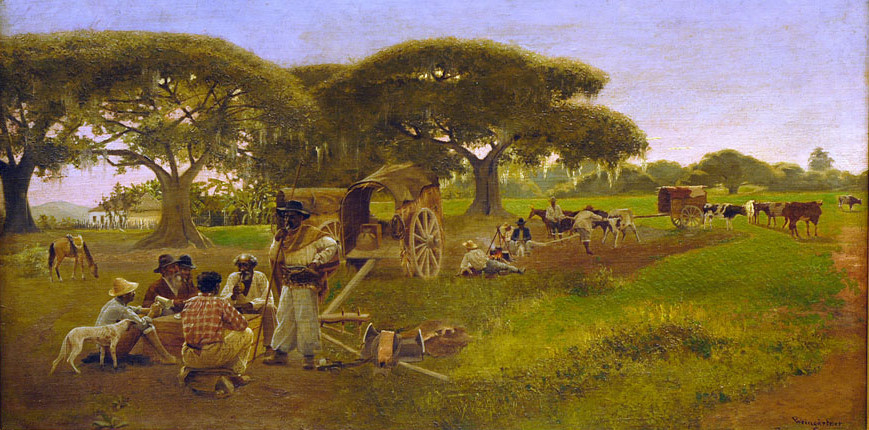
Pedro Weingärtner: Pousada, coleção APLUB

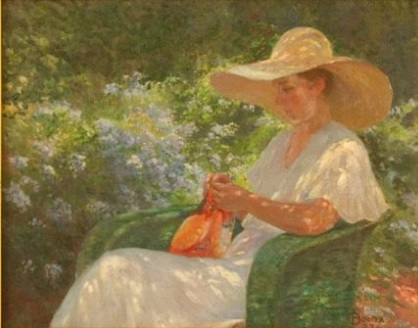
Oscar Boeira: Costurando no jardim, coleção APLUB

Idealizou a criação de uma coleção de arte na APLUB. A ideia inicial era apenas decorar os espaços da instituição, iniciando as aquisições em 1969, mas seu engajamento se aprofundou, passando a divulgar na imprensa o interesse por novas obras, buscando outras nos mercados do Rio e São Paulo, e definindo os critérios que a norteariam, privilegiando os artistas rio-grandenses de maior mérito. Com o crescimento da coleção, o projeto tomou outro sentido, tanto empresarial, sendo um motivo de prestígio para a APLUB, quanto social, percebendo o seu valor para a cultura do estado se fosse disponibilizada para o público. Assim nasceu a Pinacoteca APLUB, aberta à visitação em 11 de setembro de 1975. No catálogo lançado na abertura, o texto de Érico Veríssimo dizia: "O empreendimento não tem apenas a finalidade de prestigiar e incentivar os artistas gaúchos, como também de evitar que, com o passar do tempo, seus trabalhos emigrem para fora do Rio Grande".
Zelmanowicz permaneceu na direção até 1984, quando a APLUB foi vendida e a Pinacoteca iniciou um longo período de crise e decadência, até ser fechada para o público em 2002. No entanto, com um acervo de quase 800 obras em pintura, desenho e escultura dos principais artistas rio-grandenses, constituindo a maior coleção de arte privada do estado, enquanto funcionou a Pinacoteca desempenhou um papel de expressivo relevo no circuito artístico da capital, dando subsídios para pesquisadores e desenvolvendo uma intensa atividade cultural, organizando mostras de curadoria, recitais de música, visitação guiada para escolas e seminários para debates críticos. Segundo a pesquisadora Francine Kloeckner, "Rolf foi de extrema importância nesta história (da APLUB). Indivíduo pertencente à área dos negócios e da medicina, participante ativo da história sociocultural da cidade, seja na criação de instituições como a APLUB, que deu origem às mais diversas atividades, ou na criação da Pinacoteca APLUB".
Em 1974 organizou uma edição das Lendas do Sul, de Simões Lopes Neto, patrocinada pela APLUB, para comemorar o 10º aniversário da instituição. Foi presidente da sociedade de amigos da Fundação Ernesto Frederico Scheffel, que preserva o legado de um importante pintor, e foi um dos principais responsáveis pela organização da exposição Scheffel por Ele Mesmo, montada no Museu de Arte do Rio Grande do Sul em 2017. Pouco antes de falecer, em junho de 2023 doou 114 obras de sua coleção particular para ao Museu de Arte de Porto Alegre, com trabalhos de Antonio Caringi, Angelo Guido, Frederico Scheffel, Glênio Bianchetti, Danúbio Gonçalves, João Fahrion, Leopoldo Gotuzzo, Libindo Ferrás, Pedro Weingärtner, Vasco Prado, Xico Stockinger e outros, que preencheram lacunas no acervo municipal.

## Distinções
Foi distinguido com o título de Cidadão de Porto Alegre, concedido pela Câmara de Vereadores em 2011. Na ocasião, o vereador Bernardino Vendruscolo disse: "É um dever homenagear esta grande figura empreendedora. Rolf deu sua contribuição à sociedade porto-alegrense e ao Brasil, com sua luta democrática. Com formação humanista, é um exemplo de dedicação às necessidades do outro, e nós somos gratos por tudo que criou e ainda vai criar". Foi homenageado postumamente na 16º edição do Prêmio Açorianos de Artes Plásticas, em dezembro de 2023, na qual ele e sua família receberam o Prêmio Especial do Júri.